# 포시크티스과
포시크티스과(Phosichthyidae)는 앨퉁이목에 속하는 조기어류과의 하나이다. 전세계 바다에서 발견되는 작은 물고기이다. 생물발광 어류의 일종으로 발광 기관을 갖고 있어 먹이를 위해 플랑크톤 무척추동물 특히 크릴을 유인한다. 대부분의 종이 10 cm 이하지만, 빈키구에리아속(Vinciguerria) 물고기만은 4cm까지 자란다. 고노스토마과 물고기와 외형이 유사하고, 발광포(發光胞, photophore)의 특징을 통해 주로 구분할 수 있다.

## 하위 속
포시크티스과는 다음과 같이 분류한다.
- Ichthyococcus
- 포시크티스속 (Phosichthys)
- Pollichthys
- Polymetme
- 빈키구에리아속 (Vinciguerria)
- Woodsia
- Yarrella